# Итон Рапидс (Мичиген)
Итон Рапидс (Мичиген) (енгл. Eaton Rapids) град је у америчкој савезној држави Мичиген. По попису становништва из 2010. у њему је живело 5.214 становника.

## Демографија
Према попису становништва из 2010. у граду је живело 5.214 становника, што је 116 (2,2%) становника мање него 2000. године.
| Група             | 2000.         | 2010.         |
| Белци             | 5.035 (94,5%) | 4.819 (92,4%) |
| Афроамериканци    | 20 (0,4%)     | 34 (0,7%)     |
| Азијати           | 29 (0,5%)     | 26 (0,5%)     |
| Хиспаноамериканци | 156 (2,9%)    | 229 (4,4%)    |
| Укупно            | 5.330         | 5.214         |